# 행동

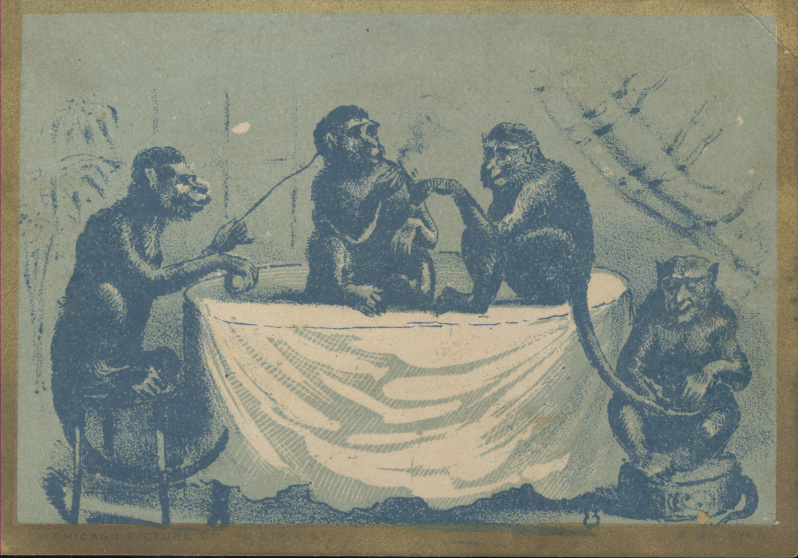

행동(行動, 영어: behavior)은 인간을 포함한 동물의 활동과 반응 전반을 가리키는 말이다. 행동의 영어 낱말 'behavio(u)r'는 물체ㆍ기계 등 무생물에서도 쓰인다.
유사한 용어로 행위(act), 활동(activity)이 있다. '행위'가 일반적으로 의도나 목적을 가지는 인간의 활동을 가리키는 데 비해, '행동'은 무의식의 활동(조건 반사 등)도 포함한 보다 폭넓은 개념으로 본다. 무엇보다, 양자의 사용 구분에 관해서 통일된 견해가 있는 것은 아니고, 분야나 연구자에 따라서는 호환적으로 사용하고 있는 경우도 있다. 생물학이나 심리학의 분야에서는 자유 의지의 문제를 회피하기 위해서 '행동'이라는 말이 많이 쓰이지만, 사회학에서는 '행동'과 '행위'를 구별해 쓰는 경우가 많다.

## 같이 보기
- 행위
- 긍정적 행동 지원
- 활동주의